# Вулиця Агабек-Заде
Ву́лиця Агабе́к-Заде́ — вулиця у Залізничному районі міста Львова, в місцевості Сигнівка. Пролягає між вулицями Бакинської та Величка.

## Історія
Не пізніше 1950 року вулиця отримала назву Бакинська бічна. Сучасна назва від 1993 року — вулиця Агабек-Заде, на честь вченого-сходознавця азербайджанського походження Могаммеда Садик-бея Агабек-Заде, засновника Львівсько-Петербурзької школи сходознавства, який у 1920-х—1930-х роках викладав на філософському факультеті Львівського університету.

## Забудова
Вулиця Агабек-Заде забудована приватними садибами, переважно 1930-х років у стилі конструктивізму.